# Anzac, lądowanie 1915
Anzac, lądowanie 1915 (ang. Anzac, the landing 1915) – obraz olejny namalowany przez australijskiego malarza George’a Washingtona Lamberta pomiędzy rokiem 1920 a 1922, znajdujący się w zbiorach Australian War Memorial w Canberze.

## Tło historyczne
25 kwietnia 1915 żołnierze Australian and New Zealand Army Corps (ANZAC), wylądowali ponad 2 kilometry na północ od planowanego miejsca lądowania, w małej i płytkiej, wtedy jeszcze bezimiennej tureckiej zatoczce (od 1985 zatoka Anzac), pomiędzy Ari Burnu na północy a Hell Spit na południu, rozpoczynając tym samym lądową część bitwy o Gallipoli w czasie I wojny światowej.

## Opis obrazu
Małe postacie australijskich żołnierzy lądują dwiema łodziami na wąskim brzegu plaży i biegną po otwartym terenie, wspinając się z mozołem na płaskowyże „Plugge’s Plateau”, „The Sphinx”, „Walker’s Ridge” i „Baby 700” po stromym, skalistym zboczu. Po drugiej stronie wąwozu widać postrzępiony zarys klifu i eksplozję pocisku artyleryjskiego, wyglądającą jak mała chmura. Górna połowa obrazu jest prawie pozbawiona postaci ludzkich, zdominowana jedynie przez postrzępione i urwiste krawędzie klifów. Artysta skupił swoją uwagę na wysiłku żołnierzy i ich poświęceniu; jest wielu rannych i martwych, chociaż nie widać wroga i bitewnego zgiełku. Nieprzerwane szeregi ludzkie niczym mrówki, powoli i konsekwentnie wspinają się na szczyt, ufni w pomyślność wykonania postawionego przed nimi zadania.